# リリカ・フェルフネロフ
リリカ・フェルフネロフ (Lilica Felchenerow) は、悠紀エンタープライズ開発の2D対戦型格闘ゲーム『アルカナハート』シリーズに登場する架空の人物。
担当声優は仁後真耶子。

## キャラクター設定

### 『1』『FULL!』
悪魔と人とのハーフの少女、リリカ。父親が悪魔のため、高い魔力を持って生まれてきた所為で、関東一円に迫る危機には気づいているが、生来の面倒臭がりの性格のために興味を示ず行動を起こさないでいた。しかし、いつも通りの街中を徘徊しているうちに、いつの間にか巻き込まれていく。
戦闘ステージは芝公園・東京タワー。アルカナフォース時は、鳥のような顔をした竜のような聖霊がタワーに巻きつく。小さな聖霊も、多数飛び交っている。

### 『2』『すっごい!』
「関東各地に発生した次元の歪みの解決」を聖霊庁より依頼され、それを受けることにした。その理由は「暇つぶし」と言う意味と、「前作で関東一円に迫る危機を察していながら見てみぬフリをしたことを、彼女なりに反省しているから」の二つによる物である。

## 人物
見た目は金髪で短めのツインテールの髪形をしており、つり目がちの眼をした少女。悪魔とのハーフのため、耳がとがっており蝙蝠のような翼がある。ゲーム中では描かれていないが、尻尾まである。私生活では羽と尻尾を隠して生活している。隠すのも面倒臭いようだが、それを注目されるのはもっと面倒臭いために隠している。父から貰った体のため、それを馬鹿にされるのを嫌う。
インラインスケートをするために動きやすい、スパッツとジャケットというアクティブないでたちをしており、肘と膝にガードルをつけ、インラインスケートを履いている。このインラインスケートは、父が10歳の誕生日プレゼントとして買い与えたもの。サイズを間違って買ってきたため、当時はブカブカだったが、今はジャストフィットしている。リリカはこれに「ウィルド」という名前を付けており、壊れるたびに修理し使い続けている。1年前に魔力駆動モーターを組み込んだお陰で、非常に高い機動性を発揮するようになった。尚、リリカ以外にはベアリングが甘く重いので扱うことが出来ない。
性格は生来の快楽主義者であり、希代の面倒臭がりで、興味を示さなければ自分から物事に首を突っ込むようなことはしない。しかし、普段からの徘徊癖の所為で、いつの間にか巻き込まれていることが多く、関東上空の事変に際するゲーム中の抗争も成り行きで参戦している。基本的には夜の方が眼がさえる性質らしく、父親もかなりの放任主義のために、夜の散歩は半ば野放し状態であり、気の向くまま好き勝手に様々な所に忍び込んでいる。授業はサボるが学校はサボらず毎日行くようで、父親の「学校には行け」という言葉を都合よく解釈している。

## キャラクターの特徴
機動力がメインのキャラクター。派生技をどれだけ叩き込むかに寄るが、基本的な技がほぼ蹴りなので接近戦向け。どれもこれも派生技となっているためコンボのように攻撃していくキャラクター。

## 技の解説

### 必殺技
トルネードエッジ
サマーソルトキックや蹴りを出していく技。コマンドを連続入力することで最大で三段まで出すことができる。一段目は攻撃ボタンによって微妙に違う。二段目はさほど変わらず、三段目になるとボタンによって攻撃方法が違う（Aは打ち上げ。Bは画面横に叩きつけ、Cは地面に叩きつけとなる）。
フリップスルー
空中で出せる技。一瞬だけ停滞すると急降下で攻撃する。ヒット時は相手を掴む演出をして、ガードされるとリリカが跳ね上がる。
アクセルスライドF / アクセルスライドB
掛け声と共にローラーブレードで相手に向かって（「-B」は逆方向に）走る技。ここから各種の派生技を出せる。
『3』では通常のダッシュがこの動作になったので削除され、通常のダッシュから各種の派生技を出す。
ドライブエッジ
『3』で「アクセルスライドF」と入れ替わりに追加された浴びせ蹴り。この技も「アクセルスライドF」と同様に各種の派生技を出せる。
クイックエア
前方に緩やかにジャンプする。ジャンプ中には通常技が出せる。
ウォールステップ
慣性がつく壁飛び技。その名の通りの技でもある。『3』では「アクセルスライドB」と入れ替わりに単発で出せるようになった。
ブーメラングライド
「ウォールステップ」で壁に接触したとき、その壁を蹴って地面を滑り、突進する。
スピードブレード
いきなりスライディングをする。相手に飛び込むので奇襲のようにも使える。
ハイプレッシャー
「アクセルスライド」を緊急停止するときに使う。『2』以前は攻撃判定が無かったが、『すっごい!』では攻撃判定が付加されている。『3』では「アクセルスライド」ともども削除された。
ヒールカッター
「クイックエア」のようなジャンプをした後で相手に向かってかかと落としを食らわせる技。
スクリューエッジ
飛び上がりながら攻撃する。「ウォールステップ」を利用すれば空中でも使用できる他、追加入力で「トルネードエッジ」の三段目を出せる。

### 超必殺技
ハリケーンスパイラル
「トルネードエッジ」の強化版といえる。最初に「トルネードエッジ」を出した後で連続して蹴りを叩き込み、最後に相手を蹴りで真横に吹き飛ばす。
サイクロンストーム
壁を蹴るようにして斜めに相手に跳び蹴りをした後で相手を打ち上げながらリリカが何度も蹴り、最後にかかと落としを食らわせる技。外れるとリリカは跳ね返るようにして後方に飛ぶ。なお、相手をロックするためスーパーアーマーを無視して攻撃でき、さらに暗転した瞬間から空中判定になるために地上投げを回避できるという特徴がある。
ナイトストリーム
『2』より登場。画面の暗転後レバーで移動し、その軌道に沿って無数のコウモリを飛ばす。『すっごい!』以降は移動中にも攻撃判定が付加され、アルカナ技でキャンセルしてもコウモリを飛ばせる。

### クリティカルハート
クロスエッジタイフーン
「アクセルスライド」から派生技を3回以上出していると発動できる（空振りしていても可）。初段の斜め上への蹴りがヒットすると、分身した2人のリリカが次々に蹴りを入れていき、最後に2人同時に交差するように斜め下へ蹴る。空中ガード不可。

## 契約アルカナ
“渦巻く力が起こす風” 風のアルカナ テンペスタス (Tempestas)
緑のオーラをまとった、鳥とも魚ともとれる姿をした聖霊。「風」または「鳥」が高次の存在になった等と囁かれているが、意思を持ち風を操る力がある事以外は全くわかっていない謎の存在。傷つき倒れていた所を、幼い日のリリカによって介抱され、その恩に報いるために力を貸している。

### 属性効果
オーラ
3段ジャンプ、2段空中ダッシュを可能とする。ただし、3段ジャンプ後は2段空中ダッシュが、2段空中ダッシュ後は3段ジャンプが不可となっている。
ヴェロクス
素早く真下に真っ直ぐにおちることのできる技。
スクトゥム
緊急回避用の技とも言える。相手のみを一定距離突き放すことにより大きく距離を開けられる。
フォルティア
溜め攻撃をジャンプキャンセルできるようにする。

### アルカナ必殺技
シキリス
風のフリスビーのようなものを発射する技で一定距離を進むと打った相手の方に戻ってくる。戻ってくるときも攻撃判定があるが、打った相手が攻撃されると消える。
ヴェルテクス
手前に小型の竜巻を出す。相手に当たると相手はきりもみ回転をして大きく吹き飛んで追撃が可能となっている。

### アルカナ超必殺技
ファルクス
連続で「シキリス」を打つ。レバーをガチャガチャやったり、ボタンを連打すると「シキリス」が増える。

### アルカナブラスト
アルタリア
ジャンプキャンセル可能な技でジャンプキャンセルが出来なくなるが、代わりに空中ダッシュキャンセルが可能になる。

### アルカナフォース
リベラリス
4段ジャンプと3段空中ダッシュができるようになる。ただし、4段ジャンプを出すと空中ダッシュが、3段空中ダッシュを出すと4段ジャンプが出来ないようになっている。

### アルカナブレイズ
アブーオレオ
発動するとテンペスタスが画面端まで特攻する。発動までが早く、ヒットすると相手は上空に大きく打ち上げられダメージが当たるが、ガードされたりすると隙が大きく技後の硬直も長い。
暗転直後、キャラクターの掌がアップになる。この掌は各キャラクターごとに微妙に違っており、キャサリンの場合はテリー淀川の砲台（ミサイル発射口）になっている。

## その他
- リリカの父のライゼルは、魔界で爵位を持っていたほどの名門貴族。しかし、神依との接点を切っ掛けに地上に居つき、現在は外資系企業勤めの窓際族をしている。娘を溺愛しリリカも父をかなり慕っているが、「妻と娘のどちらをとるか？」の問いにはすかさず「妻」と答える愛妻家。その熱々ぶりには、娘のリリカも呆れるほど。最近は暇つぶしがてら、頼子愛読のオカルト雑誌で「F☆ネロフ」の著者名で胡散臭い記事を書くバイトをしている。ミケとは、魔界時代からの顔見知りのようだ。
- リリカの母は、劇中のストーリーでは実家に帰っているが、エンディングで実家から帰ってきたことがリリカの口から語られている。原因は夫との喧嘩のようだが、いつもの事らしくリリカはあまり気にしていない。むしろ、その日に父が会社を無断欠勤したことの方を問題視している。
- リリカの契約アルカナであるテンペスタスは、全アルカナ中最小の大きさで、掌の上に乗るほど小さい（『2』現在）。